# Ojus, Florida
Ojus är en ort (CDP) i Miami-Dade County, i delstaten Florida, USA. Enligt United States Census Bureau har orten en folkmängd på 18 036 invånare (2010) och en landarea på 6,9 km².